# Rosan
Rosan (en francès Rosans) és un municipi francès situat al departament dels Alts Alps i a la regió de Provença – Alps – Costa Blava.

## Demografia
| 1851                                       | 1962 | 1968 | 1975 | 1982 | 1990 | 1999 | 2006 | 2017 |
| ------------------------------------------ | ---- | ---- | ---- | ---- | ---- | ---- | ---- | ---- |
| 874                                        | 387  | 488  | 515  | 502  | 506  | 493  | 521  | 468  |
| Des de 1962: població sense dobles comptes |      |      |      |      |      |      |      |      |

## Administració
| Període   | Identitat     | Partit        |
| --------- | ------------- | ------------- |
| 2001-2008 | Nicolas Rosin | PS            |
| 2008-2020 | Josy Olivier  | divers gauche |
| 2020-     | Lionel Tardy  |               |